# Massa estelar
Massa estelar é uma expressão usada pelos astrônomos para descrever a massa de uma estrela. Geralmente é enumerada em termos da massa do Sol na proporção de uma massa solar (M☉). Portanto, a estrela brilhante Sirius tem cerca de 2,02 M☉. A massa de uma estrela pode variar ao longo de sua vida, à medida que a massa é perdida com o vento estelar ou ejetada por meio do comportamento de pulsação, ou se a massa adicional é acretada, como de uma estrela companheira.

## Propriedades
As estrelas às vezes são agrupadas por massa com base em seu comportamento evolutivo à medida que se aproximam do final de suas vidas de fusão nuclear.
Estrelas de massa muito baixa com massas abaixo de 0,5 M☉ não entram no ramo assintótico das gigantes (AGB), mas evoluem diretamente em anãs brancas. (Pelo menos em teoria; a vida útil dessas estrelas é longa o suficiente - mais longa do que a idade do universo até hoje - para que nenhuma ainda tenha tido tempo de evoluir até este ponto e ser observada).
Estrelas de massa baixa com uma massa abaixo de cerca de 1,8–2,2 M☉ (dependendo da composição) entram no AGB, onde desenvolvem um núcleo degenerado de hélio.
Estrelas de massa intermediária passam por uma fusão de hélio e desenvolvem um núcleo degenerado de carbono-oxigênio.
Estrelas massivas têm massa mínima de 5–10 M☉. Essas estrelas passam por uma fusão de carbono, com suas vidas terminando em uma explosão de supernova com o colapso do núcleo. Os buracos negros criados consequentemente de um colapso estelar são chamados de buracos negros estelares.
A combinação do raio e da massa de uma estrela determina a gravidade da superfície. Estrelas gigantes têm uma gravidade da superfície muito menor do que as estrelas da sequência principal, enquanto o oposto é o caso de estrelas degeneradas e compactas, como as anãs brancas. A gravidade da superfície pode influenciar o aparecimento do espectro de uma estrela, com gravidade maior causando um alargamento das linhas de absorção.

## Alcance
Uma das estrelas mais massivas conhecidas é Eta Carinae, com 100–200 M☉; sua vida útil é muito curta - apenas vários milhões de anos, no máximo. Um estudo do Aglomerado dos Arcos sugere que 150 M☉ é o limite máximo para estrelas na era atual do universo. A razão para este limite não é conhecida com precisão, mas é parcialmente devido à luminosidade de Eddington que define a quantidade máxima de luminosidade que pode passar pela atmosfera de uma estrela sem ejetar os gases para o espaço. No entanto, uma estrela chamada R136a1 no aglomerado de estrelas RMC 136a foi medida em 315 M☉, colocando este limite em discussão. Um estudo determinou que estrelas maiores que 150 M☉ em R136 foram criadas através da colisão e fusão de estrelas massivas em sistemas binários próximos, fornecendo uma maneira de contornar o limite de 150 M☉.
As primeiras estrelas que se formaram após o Big Bang podem ter sido maiores, de 300 M☉ ou mais, devido à completa ausência de elementos mais pesados que o lítio em sua composição. Esta geração de estrelas supermassivas de população III está extinta há muito tempo, e atualmente apenas teórica.
Com uma massa de apenas 93 vezes a de Júpiter (MJ), ou 0,09 M☉, AB Doradus C, uma companheira de AB Doradus A, é a menor estrela conhecida passando por uma fusão nuclear em seu núcleo. Para estrelas com metalicidade semelhante à do Sol, a massa mínima teórica que a estrela pode ter, e ainda passar por uma fusão no núcleo, é estimada em cerca de 75 MJ. Quando a metalicidade é muito baixa, contudo, um estudo recente das estrelas menores descobriu que o tamanho mínimo da estrela parece ser cerca de 8,3% da massa solar, ou cerca de 87 MJ. Corpos menores são chamados de anãs marrons, que ocupam uma área cinza mal definida entre estrelas e gigantes gasosos.

## Transformação
O Sol está perdendo massa pela emissão de energia eletromagnética e pela ejeção de matéria com o vento solar. Está expelindo cerca de (2–3) × 10–14 M☉ por ano. A taxa de perda de massa aumentará quando o Sol entrar no estágio de gigante vermelha, subindo para (7–9) × 10−14 M☉ y − 1 quando atingir a ponta do ramo das gigantes vermelhas. Isso aumentará para 10−6 M☉ y − 1 no ramo assintótico das gigantes, antes de atingir o pico a uma taxa de 10−5 a 10−4 M☉ y − 1 conforme o Sol gerar uma nebulosa planetária. Quando o Sol se tornar uma anã branca degenerada, terá perdido 46% de sua massa inicial.